# Velký Gašun
Velký Gašun (rusky Большой Гашун) je řeka v Rostovské oblasti v Rusku. Je 161 km dlouhá. Povodí má rozlohu 3090 km².

## Průběh toku
Pramení na Manyčsko-salském rozvodí a teče na sever. Ústí zleva do Salu (přítok Donu).

## Vodní režim
Na horním toku vysychá. Zdrojem vody jsou převážně sněhové srážky. Zleva přijímá přítok Malý Gašun.